# Schengen
Schengen – miejscowość i gmina (gemeng / commune / Gemeinde) w południowo-wschodnim Luksemburgu, w kantonie Remich. Do 3 października 2015 gmina leżała w dystrykcie Grevenmacher. Siedziba administracyjna gminy znajduje się w miejscowości Remerschen. Liczy 5196 mieszkańców (1 stycznia 2023). Leży na styku granic trzech państw – Luksemburga, Niemiec i Francji.

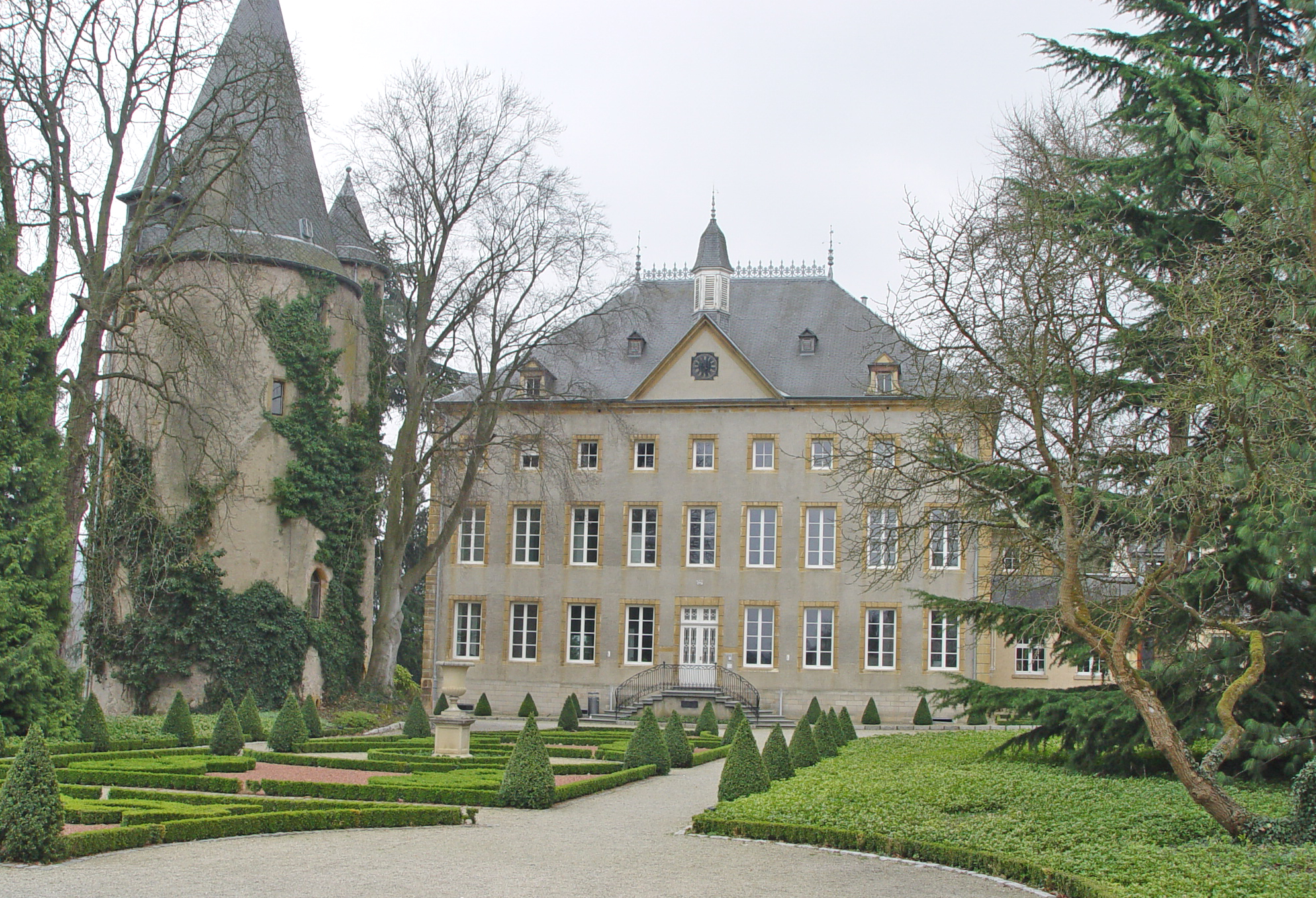
Zamek Schengen z 1812 r. (obecnie hotel)

Stała się sławna 14 czerwca 1985 roku, kiedy to na statku Princesse Marie-Astrid na rzece Mozeli podpisano traktat znany obecnie jako układ z Schengen.

## Podział administracyjny
Do gminy należy jedenaście miejscowości, w tym dziewięć (Uertschaft) oraz dwa lieu-dit: 
1. Bech-Kleinmacher (Bech-Maacher)
2. Burmerange (Biermereng / Bürmeringen)
3. Elvange (Elveng / Elvingen)
4. Emerange (Éimereng / Emeringen)
5. Frohmühle (Froumillen), lieu-dit
6. Remerschen (Rëmerschen)
7. Schengen
8. Schwebsange (Schwéidsbeng / Schwebsingen)
9. Weidemillen, lieu-dit
10. Wellenstein (Welleschten)
11. Wintrange (Wëntreng / Wintringen)

## Zabytki i atrakcje turystyczne
- Centre européen (Muzeum Europejskie) zostało otwarte 13 czerwca 2010 roku, 25 lat po podpisaniu Traktatu z Schengen
- Zamek Schengen pochodzi z 1390 roku, ale w XIX wieku został niemal całkowicie przebudowany, obecnie hotel.
- Rezerwat przyrody Haff Réimech – obszar chroniony o powierzchni ok. 100 ha utworzony w 1998 roku, obejmujący kompleks stawów i jezior położony na terenie dawnej żwirowni na lewym brzegu rzeki Mozeli[2][3].

## Współpraca
Miejscowość partnerska:
- Ischgl, Austria[4]